# Williamsiella claripes
Williamsiella claripes är en insektsart som först beskrevs av Ian A. Hood 1940.  Williamsiella claripes ingår i släktet Williamsiella och familjen rörtripsar. Inga underarter finns listade i Catalogue of Life.